# Jean Mauduit de Larive
Jean Mauduit de Larive, född 6 augusti 1747 i La Rochelle, död 30 april 1827 i Montlignon, var en fransk skådespelare.
Larive debuterade 1770 på Théâtre Français, där han fick överta Lekains tragiska huvudroller. Fördunklad av Talma, tog Larive avsked 1788. Han författade bland annat en för sin tid förtjänstfull Cours de déclamation (3 band, 1804–1810). 